# Сийка Келбечева
Сийка Келбечева е българска състезателка по академично гребане.

## Биография
Родена е на 1 декември 1951 г. в град Рудозем. Като студент специалност математика в Пловдивския университет се запалва по спорта гребане (1970). Това де случва когато е на 19 години, възраст, която се счита за безнадеждна като начало на спортен живот. Пръв неин треньор е Андон Субашев в АФД „Тракия“ (Пловдив). Състезава се в четворка без рулеви. Треньора Николай Здравков я събира със Стоянка Груйчева в двойка без рулеви.
Треньор в националния отбор е Виктор Дорофеев. От 1976 г. побеждават всички, дори лодки водещите в този спорт на ГДР и ФРГ. Първи са на регатите в Есен и Виши. Пред 1975 г. заема 4 място на световната първенство в Нотингам.
На летните олимпийски игри в Монреал през 1976 г. заедно със Стоянка Груйчева печели златния медал. На летните олимпийски игри в Москва през 1980 г. достигат до бронзовия медал.
След олимпиадата в Москва се разделя със спорта. През 1981 г. завършва ВИФ (София). Работи като методист, началник водни спортове в дружество „Тракия“ (Пловдив). Заедно със съпруга си Емил Барбулов са треньори в Гърция. По-късно става учител по физическо възпитание в Техникум по електротехника и електроника и Езикова гимназия (Пловдив). След това е председател на клуба по гребане „Хеброс“ (Пловдив).
Почетен гражданин на Пловдив. Удостоена е с медал „За олимпийски заслуги“ от БОК по случай 60-годишния ѝ юбилей (2011). Наградена е с Орден „Стара планина“ I степен „за изключително големите ѝ заслуги към Република България в областта на физическото възпитание и спорта“ (2012).